# 維克多·羅布萊斯
維克多·安立奎·羅布萊斯·布里托（西班牙語：Víctor Enrique Robles Brito，1999年7月26日—），為美國職棒大聯盟的外野手，目前效力於西雅圖水手，他先前曾效力於華盛頓國民。

## 職業生涯

### 華盛頓國民
2017年–2019年
9月7日，羅布萊斯登上大聯盟，成為當時國聯最年輕的選手。9月10日，他因觸身球首次上壘，並在同場比賽敲出大聯盟首安。該年他出賽13場比賽，打擊率2成50。2017年國家聯盟分區賽，羅布萊斯出賽2場比賽，沒有敲出安打，但有跑回一分。最後國民被小熊逆轉淘汰，結束季後賽之旅。球季結束後，羅布萊斯在亞利桑那秋季聯盟打球，並獲得明星賽的MVP。
2018年，羅布萊斯在春訓的打擊率不到2成，因此被下放到3A。雖然他在小聯盟打擊成績優異，但頻繁受傷讓他只留下21場的出賽記錄。整季打擊率為2成88，並敲出3轟與10分打點。

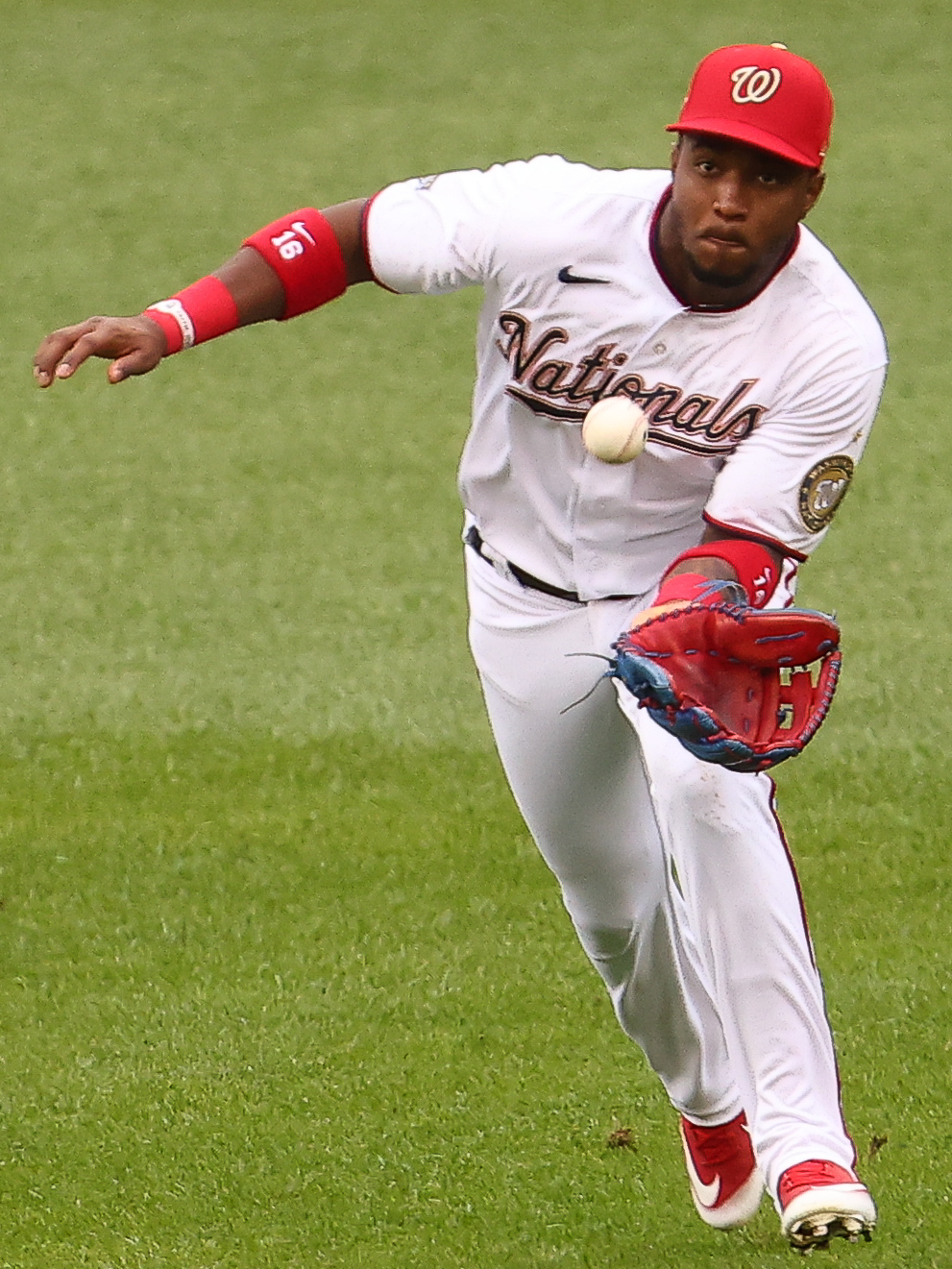
2020年的羅布萊斯

2019年，羅布萊斯繳出2成55的打擊率，並敲出17轟與65分打點。防守方面，他的DRS為22分，是大聯盟中外野手之中第一高。他的助攻數12次和失誤數6次也都是中外野手最多。羅布萊斯最終進入到金手套獎決選，輸給了哈里森·貝德和洛倫佐·肯恩。
2020年–2024年
2020年，他的打擊率為2成20，並敲出3轟與15分打點。他的長打率為全大聯盟符合指定打擊數的打者中的最後一名。
羅布萊斯在2021年打得相當掙扎，他的打擊率僅2成03，並敲出2轟與19分打點。他在8月底也被下放到3A。
2022年，他繳出了2成24的打擊率，助攻數和失誤數又是中外野手第一多。2023年，羅布萊斯僅出賽36場比賽，就因為腰椎痙攣再度進入傷兵名單好一陣子。
2024年，羅布萊斯僅繳出1成20的打擊率。他在5月27日遭到指定讓渡，6月1日被球隊釋出。

### 西雅圖水手
2024年6月4日，羅布萊斯與水手簽下合約。

## 球探報告
2016年，羅布萊斯被評為少見的五拍子球員。他的跑速甚至可以和聯盟最快的跑者崔亞·特納相媲美。2017年，他平均每秒可跑30.9英尺，為全大聯盟最快。不過他在隔一年跑速降到每秒跑28.7英尺。2022年，他的傳球速度可達93.9英里，在大聯盟可排進前3%。

## 外部連結
- 球員資訊和成績在MLB ，ESPN ，Retrosheet ，Baseball Reference ，Baseball Reference (Minors) ，Fangraphs ，The Baseball Cube （英文）

| 奖项与成就               | 奖项与成就              | 奖项与成就         |
| ------------------------ | ----------------------- | ------------------ |
| 前任者： 胡立歐·烏瑞亞斯 | 國聯最年輕的球員 2017年 | 繼任者： 胡安·索托 |